# Aleksandr Aleksándrovich Miler
Aleksandr Aleksándrovich Miler (en ruso: Александр Александрович Миллер, 1875-1935) fue un arqueólogo, etnólogo, pintor y museólogo ruso.
Fue un activo miembro de la Academia Estatal de Historia de la Cultura Material, profesor de arqueología en la Universidad de San Petersburgo (más tarde de Petrogrado y Leningrado), miembro del Consejo del Hermitage y del departamento de Etnografía que administraba el Museo Ruso del zar Alejandro III y luego director de este museo (1918-1923).

## Biografía
Nació el 27 de agosto de 1875 en Lugansk, entonces gobernación de Yekaterinoslav del Imperio ruso. Su infancia la pasó en Kámenno-Tuzlovka en el ókrug de Taganrog (hoy raión de Kúibyshevo del óblast de Rostov de Rusia). Tras vender su hacienda, la familia se trasladó a Taganrog, donde su padre, Aleksandr Nikoláyevich Miler (1844-1916), ocupaba el cargo de consejero civil, miembro de la municipalidad y sustituto del alcalde de la ciudad.
Inicialmente Aleksandr recibió la educación elemental en casa. Ingresó en el Cuerpo de Cadetes de Novocherkask (1886-1893) y en la Escuela de Ingeniería Nikoláyevskoye de San Petersburgo (1893-1896). Tras terminar la escuela fue admitido como subteniente del 4º Batallón Ferroviario. Sin embargo, la carrera militar no apasionaba a Miler, que dimitió en 1899, decidiendo dedicarse a la pintura. Viajó a París, donde trabajó en la Escuela Superior Rusa de Ciencias Sociales y en la Académie Julian, ocupándose por completo en la pintura, de modo que en 1906 gozaba de cierta fama como pintor y exhibía sus obras en el Salón de París (en la actualidad sus mejores obras se hallan en el fondo del Museo Estatal Ruso y en la Galería de Pintura de Taganrog). En 1901, también en París, Miler ingresó en la Escuela de Antropología, en la sección de arqueología, sin dejar la pintura. La arqueología acabaría apasionándole más que la pintura. Se graduó en 1904 y desde 1906 se dedicaría únicamente a la arqueología.
Fue contratado en 1907 para trabajar en el departamento de Antropología del Museo Ruso y fue enviado en su primera comisión de servicio para una misión científica en Abjasia y Kalmukia. Tras realizar este trabajo, fue nombrado administrador del departamento del Cáucaso en el museo. En 1908 comenzó las investigaciones de Yelizavétovskoye gorodishche y los sepulcros y kurganes del delta del río Don. En 1909 realizó un viaje a la gobernación de Elizavetpol para estudiar la producción de los tapices y realizando exploraciones arqueológicas cerca de la stanitsa Yelizavétovskaya. En 1910 estuvo en servicio en el óblast de Kubán y en la gobernación de Chernomore para el estudio de la cultura de los circasianos y continuar la excavación de los kuganes de la stanitsa Yelizavétovskaya. En 1911 se encontraba en Tiflis y Ajaltsije para estudiar la joyería y continuar la excavación de los kurganes de los años anteriores. En 1912 viajó al óblast de Batumi y a la gobernación de Chernomoro con una misión etnográfica, y en 1913 en Crimea para el estudio de la cultura material de los tártaros, caraítas y gitanos. En 1914 finaliza las excavaciones de la necrópolis escita cercana a Yelizavétovskaya y realiza una exploración arqueológica a lo largo de la orilla norte del Miortvi Donets.
Entre 1914 y 1916 se ocupó de trabajos del Departamento Etnográfico del Museo Ruso. En 1916, con el desarrollo de la Primera Guerra Mundial fue llamado al servicio militar, pero en seguida es trasladado a disposición del museo. En 1917 él se hallaba en Taganrog y a finales del agosto del mismo año regresó a Petrogrado. Tras la revolución de octubre él, como un antiguo oficial, fue llamado al Ejército Rojo en calidad de Presidente del Tribunal de Exámenes para la formación de especialistas para el frente Noroeste. Pero este servicio fue breve y en 1918 Miller fue elegido director del Museo Ruso en Petrogrado. Los siguientes años se ocupó de los asuntos del museo, participó en viajes arqueológicos y en comisiones de servicio en el extranjero.
El 9 de septiembre de 1933, al regreso de una expedición al Cáucaso Norte, Miler fue arrestado acusado de difundir propaganda nacional-fascista y su difusión por las posibilidades que le abría de su trabajo científico y de museo. En 1934 por decisión de la Conferencia Especial de la OGPU de Leningrado, Miler recibió cinco años de condena y era mandado a Kazajistán. Sobre la muerte del arqueólogo no hay noticias exactas. Según los datos oficiales falleció debido a una insuficiencia cardíaca en el Karlag el 12 de enero de 1935. Fue rehabilitado por decisión del Tribunal de Guerra de la Región Militar de Leningrado el 28 de noviembre de 1956.

### Familia
Su hermano, Mijaíl Aleksándrovich Miler (1883-1968), también fue arqueólogo.

## Condecoraciones
- Orden de Santa Ana
- Orden de San Estanislao
- Orden de San Vladimiro

Entre 1908 y 1910 fue miembro de las Sociedades Geográfica, Arqueológica y Prehistórica de Francia.